# Guglielmo Marconi
Guglielmo Giovanni Maria Marconi, GCVO, italijanski izumitelj in elektroinženir, * 25. april 1874, Bologna, † 20. julij 1937, Rim.
Marconi je leta 1909 je skupaj z Braunom prejel Nobelovo nagrado za fiziko za doprinose k razvoju brezžične telegrafije (bolj poznane kot radio).

## Življenjepis
Marconi se je rodil kot Guglielmo Giovanni Maria Marconi, v Bologni 25. aprila 1874. Bil je drugi sin Giuseppeja Marconija, italijanskega aristokratskega veleposestnika in Annie Jameson, ki je bila vnukinja Johna Jamesona, ustanovitelja destilarne viskija Jameson & Sons. Že kot otroka so ga kljub težavam v šoli spoznali za genija.
Kmalu se je začel zanimati za elektroniko, preučeval je valovanje zvoka in skušal ustvariti tisto kar so poskušali tudi mnogi drugi - radio. Prve poskuse je delal doma, ob pomoči njegovega butlerja pa je res izdelal preprost aparat, njegovi patenti in preprosti preskusi pa so ga kmalu naredili v enega najuspešnejših in najuglednejših znanstvenikov.
Marconi je bil tudi ideološko prepričan fašist in velik podpornik ter sodelavec Mussolinija. Leta 1924 so ga zaradi zaslug za znanost povišali v markiza. Bil je tudi predsednik Accademia d'Italia in Fašističnega Velikega sveta.
Leta 1943 je Vrhovno sodišče Združenih držav razveljavilo Marconijev patent št. 763,772 iz leta 1904, ki se je nanašal na tehnične izboljšave na področju brezžične telegrafije ter obnovilo nekatere predhodne patente Oliverja Lodga, Johna Stona Stona in Nikole Tesle. Vrhovno sodišče ZDA pa ni razveljavilo izvornega Marconijevega patenta št. 586,193 iz leta 1897 in s tem tudi ne Marconijevega statusa kot izumitelja radia.